# 劉世寧
劉世寧（？年—1800年），字匡宇，號幹霽、幹齋，江西臨江府新淦縣（今江西省新干縣）人，清朝政治人物。

## 生平
乾隆十年（1745年），登乙丑科二甲第85名進士，候選知縣。授浙江嚴州府淳安縣知縣，改台州府黃巖縣知縣。乾隆二十四年，擔任工部營繕司主事，丁憂去職。
乾隆三十一年（1766年），任工部虞衡司主事。乾隆三十二年，升工部都水司員外郎。乾隆三十三年，升都水司郎中。乾隆三十五年，選山西道監察御史。同年出爲廣東惠潮嘉兵備道。乾隆三十七年，呈請終養。乾隆四十二年，擔任廣東惠潮嘉兵備道。乾隆四十三年，降調同知。乾隆四十四年，照例以京員用。乾隆四十五年，擔任吏部文選司主事。乾隆四十六年，任吏部稽勳司員外郎。乾隆五十年，升任戶部山西司郎中。
有子劉佳琦、劉佳珍。